# Franco Bernabè

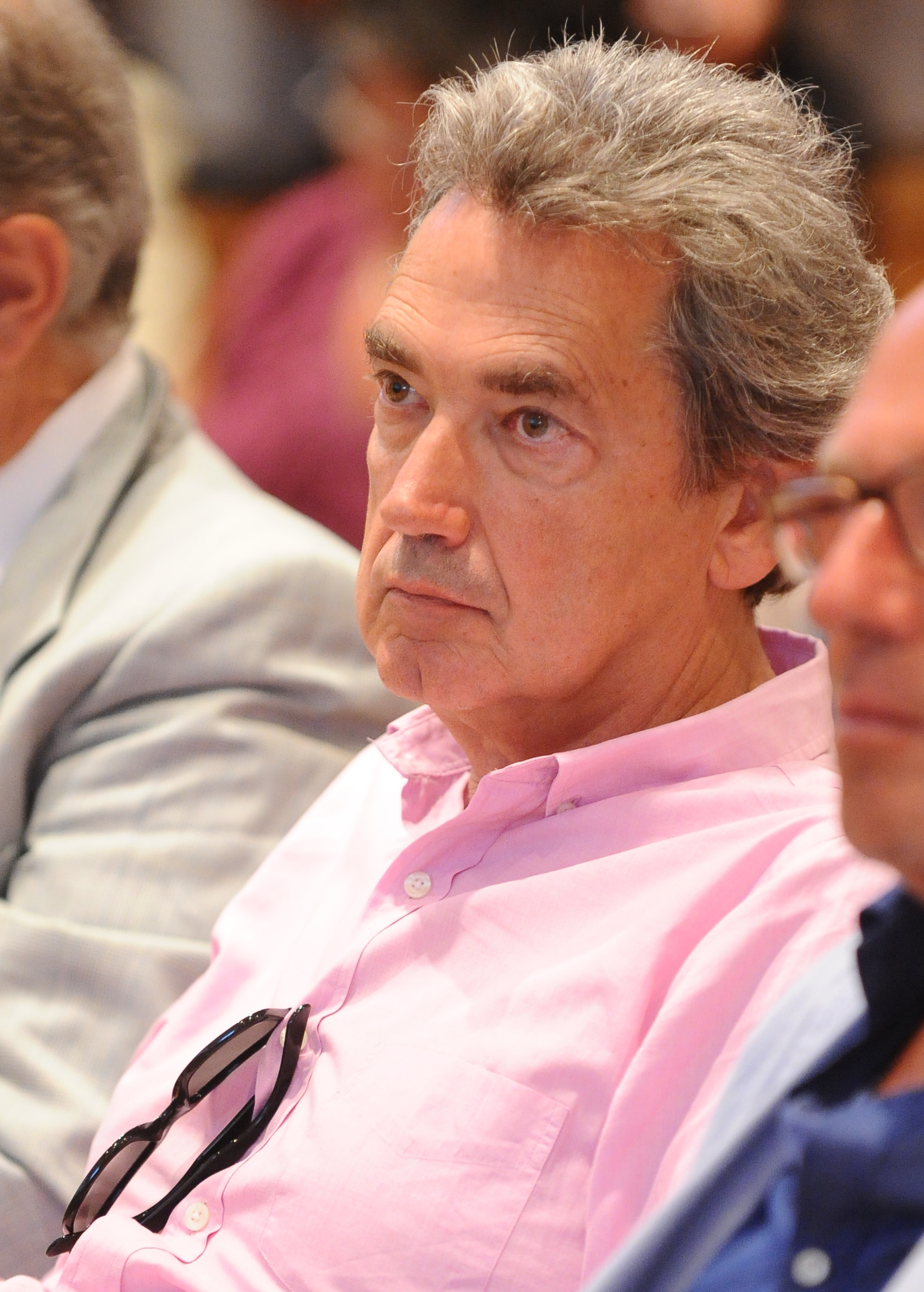
Franco Bernabè, en 2012

Franco Bernabè (18 de septiembre de 1948 (76 años) es vicepresidente de Rothschild Europa. Se une al Grupo de Rothschild en 2004, la compañía de consultoría financiera fundada en el año 1999. 
Antes de esto, fue director general de Telecom Italia de 1998 a 1999, y CEO de ENI de 1992 a 1998, donde logró la vuelta de la compañía y su privatización exitosa. Durante sus dos términos, ENI fue transformado de una compañía estatal en pérdidas, en la compañía  de capitalización bursátil más grande de Italia y en una de las compañías de petróleo más exitosas del mundo. Un caso sobre su experiencia en ENI fue publicado en diciembre de 1997 en la Escuela Empresarial de Harvard. Su experiencia en Telecom Italia se publicó en otro caso de esa escuela en diciembre de 1999. 
Se unió a ENI en 1983, como Ayudante Presidencial, y llegó a ser jefe de Planificación Corporativa, de Control Financiero y de Desarrollo Corporativo. Antes de su participación en ENI, trabajó en el departamento de Planificación del Grupo Fiat como Jefe Economista Principal. 
Empezó su carrera como un Economista Mayor en el Departamento de Economía y Estadística de la OCDE  en París. 
Ha servido en tareas públicas diferentes: en 1999 fue designado por el primer ministro italiano como un representante especial del gobierno italiano para la reedificación de Kosovo; entre 2001 y 2003 fue el presidente de La Bienal De Venecia, y desde 2004 es presidente del MART: el Museo Italiano de Arte moderno y Contemporáneo. 
Sirvió en la Junta consultiva del Council on Foreign Relations y sirve actualmente en la Junta del Centro Peres por la Paz, en la Junta consultiva del Observatoire Méditerranéen de l'Energie, y en la Junta de PetroChina. En el pasado el Sr Bernabè ha servido en el Board de varias compañías cotizadas en la Bolsa italiana e internacional. 
Es también Presidente y accionista mayoritario del Grupo de FB, una empresa de servicios de inversión que él fundó después de salir de Telecom Italia en 1999, activo en las áreas de ICT innovadora y energías renovables. Ha sido especialmente activo en el sector de las telecomunicaciones - como cofundador de Andala H3G, y como uno de los accionistas que controlan Netscalibur y Telit, contribuyendo a la vuelta de esas dos compañías – y en el sector de software de las compañías del Grupo de Kelyan, enfocado en soluciones de ICT para la empresa, así como en servicios de valor agregado para la industria de telecomunicación. 
Se graduó con honores en 1973 de la Universidad de Turín y trabajó como postgraduado en la economía en la Fondazione Einaudi de 1973 a 1975. Es autor de varias publicaciones en economía, y ha recibido un grado honorario de doctor en Ciencias Ambientales de la Universidad de Parma. 
Franco Bernabè está casado y tiene dos niños. 